# Długie (powiat Sanocki)
Długie is een plaats in het Poolse district  Sanocki, woiwodschap Subkarpaten. De plaats maakt deel uit van de gemeente Zarszyn en telt 2600 inwoners.